# 李永安 (1942年)
李永安（1942年10月—），北京人，高级经济师，享受国务院政府特殊津贴专家。

## 生平
毕业于沈阳建材工业学院起重运输与工程机械专业。
1961年至1966年，湖北省工业设备安装公司施工员、工长。1974年至1984年，湖北省机械化施工公司团委书记、办公室副主任。1984年至1986年，湖北省人民政府办公厅处长。1986年至1993年，清江水电开发公司总经理、党委书记，兼任湖北省人民政府副秘书长。1993年至2002年，三峡总公司副总经理。2002年，三峡总公司党组书记、副总经理。2003年，任国务院三峡工程建设委员会委员。2003年11月20日，任中国三峡总公司总经理
2010年1月，因年龄原因，不再担任中国长江三峡集团公司党组书记和总经理职务。